# Liste der denkmalgeschützten Objekte in Sitzendorf an der Schmida
Die Liste der denkmalgeschützten Objekte in Sitzendorf an der Schmida enthält die 64 denkmalgeschützten, unbeweglichen Objekte der Gemeinde Sitzendorf an der Schmida.

## Denkmäler
| Foto  |                 | Denkmal                                                                                     | Standort                                                       | Beschreibung | Metadaten |
| ----- | --------------- | ------------------------------------------------------------------------------------------- | -------------------------------------------------------------- | --- | --- |
| ja    | Datei hochladen | Gnadenstuhl heiliger Florian HERIS-ID: 13722 Objekt-ID: 9930                                | Braunsdorf 39, vor Standort KG: Braunsdorf                     | Der Gnadenstuhl-Bildstock am Anger von Braunsdorf wurde um 1800 errichtet. Er weist eine Kartusche in historistischem Stil und ein Relief des hl. Florian auf. | BDA-Hist.: Q38184629 Status: § 2a Stand der BDA-Liste: 2025-06-30 Name: Gnadenstuhl heiliger Florian GstNr.: 75/1                                                                                    |
| ja    | Datei hochladen | Figur hl. Johannes Nepomuk HERIS-ID: 13723 Objekt-ID: 9931 marterl.at: 13712                | Standort KG: Braunsdorf                                        | Auf einem geschwungenen hohen Postament steht eine Statue des hl. Johannes Nepomuk aus dem ersten Viertel des 18. Jahrhunderts (gestiftet 1721). 1989 erfolgte eine Restaurierung. | BDA-Hist.: Q38184647 Status: § 2a Stand der BDA-Liste: 2025-06-30 Name: Figur hl. Johannes von Nepomuk GstNr.: 1092 Braunsdorf Statue Johannes Nepomuk                                               |
| ja    | Datei hochladen | Figur Maria Immaculata HERIS-ID: 13724 Objekt-ID: 9932                                      | Standort KG: Braunsdorf                                        | Anlässlich des 500-jährigen Bestehens der Erzdiözese Wien wurde die aus der Mitte des 18. Jahrhunderts stammende Marienstatue östlich des Ortes in der Haide aufgestellt. | BDA-Hist.: Q38184668 Status: § 2a Stand der BDA-Liste: 2025-06-30 Name: Figur Maria Immaculata GstNr.: 619                                                                                           |
| ja    | Datei hochladen | Katholische Pfarrkirche heilige Peter und Paul HERIS-ID: 16544 Objekt-ID: 12809             | Braunsdorf 65, gegenüber Standort KG: Braunsdorf               | Die Pfarrkirche von Braunsdorf ist ein nach Südosten ausgerichteter josefinischer Saalbau mit dominantem Fassadenturm, erbaut 1787–1792. | BDA-Hist.: Q14544270 Status: § 2a Stand der BDA-Liste: 2025-06-30 Name: Kath. Pfarrkirche, hll. Peter und Paul GstNr.: 31 Pfarrkirche Braunsdorf                                                     |
| ja    | Datei hochladen | Figurenbildstock „Jesus auf der Rast“ HERIS-ID: 16546 Objekt-ID: 12811                      | Standort KG: Braunsdorf                                        | Das Ecce-Homo-Kreuz wurde 1708 errichtet. Die Figur „Jesus auf der Rast“ weist Reste der Originalfassung auf. | BDA-Hist.: Q37818786 Status: § 2a Stand der BDA-Liste: 2025-06-30 Name: Figurenbildstock „Jesus auf der Rast“ GstNr.: 451                                                                            |
| ja    | Datei hochladen | Bildstock Jollenkreuz HERIS-ID: 16547 Objekt-ID: 12812                                      | Standort KG: Braunsdorf                                        | Der schlanke Pfeilerbildstock mit Quaderaufsatz und abschließendem Steinkreuz zeigt im Aufsatz ein Kreuzigungsrelief. Errichtet 1692. | BDA-Hist.: Q37818840 Status: § 2a Stand der BDA-Liste: 2025-06-30 Name: Bildstock Jollenkreuz GstNr.: 849                                                                                            |
| ja BW | Datei hochladen | Anlage Schloss Braunsdorf HERIS-ID: 113151 Objekt-ID: 131399seit 2019                       | Braunsdorf 1 Standort KG: Braunsdorf                           | Schloss Braunsdorf, ein dreigeschoßiger und dreiflügeliger Bau, ging vermutlich aus einem Vierkanthof hervor, der bereits aus der Zeit um 1200 bekannt ist. Bereits baufällig, wurde es 1873 von Constantin Graf Gatterburg gekauft, der es umbaute und wieder bewohnbar machte. | BDA-Hist.: Q105646963 Status: Bescheid Stand der BDA-Liste: 2025-06-30 Name: Anlage Schloss Braunsdorf GstNr.: 32, 34 Schloss Braunsdorf                                                             |
| ja    | Datei hochladen | ehemaliger Pfarrhof HERIS-ID: 16563 Objekt-ID: 12828                                        | Frauendorf an der Schmida 112 Standort KG: Frauendorf          | Hakenförmige über einem Sockel mit Stützpfeilern erbaute Anlage aus der 2. Hälfte des 16. Jahrhunderts. Mehrmalige (zuletzt Anfang des 21. Jahrhunderts) Umgestaltung und Renovierung. | BDA-Hist.: Q37819420 Status: § 2a Stand der BDA-Liste: 2025-06-30 Name: ehemaliger Pfarrhof GstNr.: 28                                                                                               |
| ja    | Datei hochladen | Mariensäule, Maria Immaculata HERIS-ID: 5951 Objekt-ID: 1825                                | bei Frauendorf an der Schmida 112 Standort KG: Frauendorf      | Die Marienfigur steht auf einer von einem Weinrankenrelief umwundenen Säule, deren Kapitell mit Engelsköpfen verziert ist. Auf dem Sockel der 1758 gestifteten Rebensäule befindet sich ein Relief Arme Seelen im Fegefeuer. | BDA-Hist.: Q37865839 Status: § 2a Stand der BDA-Liste: 2025-06-30 Name: Mariensäule, Maria Immaculata GstNr.: 3197/14                                                                                |
| ja    | Datei hochladen | Figur heiliger Florian HERIS-ID: 16560 Objekt-ID: 12825                                     | Standort KG: Frauendorf                                        | Auf einem von einer Balustrade aus Sandstein umgebenen Podest mit josefinischem Zopfdekor steht die Figur des hl. Florian von Lorch. Laut Inschrift auf dem Sockel wurde der Bildstock 1783 errichtet. | BDA-Hist.: Q37819279 Status: § 2a Stand der BDA-Liste: 2025-06-30 Name: Figur heiliger Florian GstNr.: 3198/22                                                                                       |
| ja    | Datei hochladen | Figuren, Kreuzigungsgruppe HERIS-ID: 16561 Objekt-ID: 12826                                 | Standort KG: Frauendorf                                        | Die mächtige Kreuzigungsgruppe wurde 1792 auf einem von einer steinernen Brüstung eingefriedeten Postament errichtet. Unterhalb des Gekreuzigten kniet Maria Magdalena flankiert von den Heiligen Sebastian und Rochus. Darunter am Sockel die hl. Rosalia. Das Objekt wird als Mantlerkreuz bezeichnet. | BDA-Hist.: Q37819333 Status: § 2a Stand der BDA-Liste: 2025-06-30 Name: Figuren, Kreuzigungsgruppe GstNr.: 3748                                                                                      |
| ja    | Datei hochladen | Figurengruppe HERIS-ID: 16566 Objekt-ID: 12831                                              | Standort KG: Frauendorf                                        | Die Figurengruppe auf dem Friedhof von Frauendorf stammt aus dem Jahr 1776. Am Fuße des auf einem verzierten Sockel errichteten mächtigen Kruzifixes steht Maria mit wallendem Mantel. Von den 2004 gestohlenen flankierenden Engeln existieren nur mehr die beiden Sockel. Seitlich des Kreuzes Halbplastiken Arme Seelen im Fegefeuer. | BDA-Hist.: Q37819753 Status: § 2a Stand der BDA-Liste: 2025-06-30 Name: Figurengruppe GstNr.: 1/2 Friedhofskreuz Frauendorf, Gemeinde Sitzendorf                                                     |
| ja    | Datei hochladen | katholische Pfarrkirche heiliger Stephan HERIS-ID: 16568 Objekt-ID: 12833                   | Frauendorf an der Schmida 112, südlich Standort KG: Frauendorf | Die im Kern romanische Kirche stammt vermutlich aus dem späten 11. Jahrhundert. Umfangreiche gotische Um- und Ausbauten und die letzte 1870 erfolgte Renovierung geben der Kirche ihr heutiges Aussehen. | BDA-Hist.: Q14544348 Status: § 2a Stand der BDA-Liste: 2025-06-30 Name: katholische Pfarrkirche heiliger Stephan GstNr.: 1/1 Pfarrkirche Frauendorf                                                  |
| ja    | Datei hochladen | Bildstock HERIS-ID: 13718 Objekt-ID: 9926                                                   | Standort KG: Frauendorf                                        | Pfeilerbildstock aus dem 17. Jahrhundert. Oberhalb einer leeren Inschriftenkartusche befindet sich ein Nischenaufsatz, der von einer kugelbekrönten Überdachung abgeschlossen ist. Im Aufsatz das Bild Emausjünger von Ehrentraud Heis aus dem Jahre 1992. | BDA-Hist.: Q38184549 Status: § 2a Stand der BDA-Liste: 2025-06-30 Name: Bildstock GstNr.: 3870 |
| ja    | Datei hochladen | Figurenbildstock, Pietà HERIS-ID: 5952 Objekt-ID: 1826                                      | Standort KG: Frauendorf                                        | Die Ederkreuz genannte Bildsäule aus dem 18. Jahrhundert ist auf einem Sockel errichtet und wird von einer Figurengruppe Pietà abgeschlossen. | BDA-Hist.: Q37865864 Status: § 2a Stand der BDA-Liste: 2025-06-30 Name: Figurenbildstock, Pietà GstNr.: 3782/1                                                                                       |
| ja    | Datei hochladen | Pfarrhof HERIS-ID: 16558 Objekt-ID: 12823                                                   | Goggendorf 62 Standort KG: Goggendorf                          | Fünfachsiger Bau mit dreiachsigem Mittelrisalit und Biedermeierfassade. Kern aus dem späten 18. Jahrhundert. | BDA-Hist.: Q37819214 Status: § 2a Stand der BDA-Liste: 2025-06-30 Name: Pfarrhof GstNr.: 159 |
| ja    | Datei hochladen | Guggenbergermühle, Wirtschaftshof mit Presshaus und Keller HERIS-ID: 16549 Objekt-ID: 12814 | Goggendorf 69 Standort KG: Goggendorf                          | Der Gebäudekomplex bestehend aus Wohn- und Mühlengebäude sowie den um einen Hof angeordneten Wirtschaftsgebäuden geht auf das 16. Jahrhundert zurück. | BDA-Hist.: Q37818856 Status: Bescheid Stand der BDA-Liste: 2025-06-30 Name: Guggenbergermühle, Wirtschaftshof mit Presshaus und Keller GstNr.: 1828, 1829/1, 1829/2, 1830, 1923, 1924, 1925, 2636/1  |
| ja    | Datei hochladen | Figurenbildstock, Pietà von Maria Dreieichen HERIS-ID: 13719 Objekt-ID: 9927                | Standort KG: Goggendorf                                        | Die toskanische über hohem Podest errichtete Säule mit der Aufsatzgruppe Pietà von Maria Dreieichen aus der 2. Hälfte des 19. Jahrhunderts steht vor einem Teil des ehemaligen Kommunionsgitters aus der Kirche aus dem Ende des 18. Jahrhunderts. | BDA-Hist.: Q38184561 Status: § 2a Stand der BDA-Liste: 2025-06-30 Name: Figurenbildstock, Pietà von Maria 3 Eichen GstNr.: 2640                                                                      |
| ja    | Datei hochladen | Kath. Pfarrkirche Mariä Verkündigung HERIS-ID: 16559 Objekt-ID: 12824                       | Goggendorf 62, gegenüber Standort KG: Goggendorf               | An den spätbarocken schlichten Saalbau mit Nordturm und eingezogenem Chor schließen westlich eine Kapelle und die Sakristei an. | BDA-Hist.: Q14544400 Status: § 2a Stand der BDA-Liste: 2025-06-30 Name: Kath. Pfarrkirche Mariä Verkündigung GstNr.: 185/1 Pfarrkirche Goggendorf                                                    |
| ja    | Datei hochladen | Figurenbildstock Gnadenstuhl HERIS-ID: 16550 Objekt-ID: 12815                               | Standort KG: Goggendorf                                        | 1740 wurde die Säule mit Figurengruppe (Gnadenstuhl) und einem Relief der Schmerzensmutter auf dem Sockel errichtet. | BDA-Hist.: Q37818891 Status: § 2a Stand der BDA-Liste: 2025-06-30 Name: Figurenbildstock Gnadenstuhl GstNr.: 2622/3                                                                                  |
| ja    | Datei hochladen | Bildstock HERIS-ID: 16551 Objekt-ID: 12816                                                  | Standort KG: Goggendorf                                        | Der barocke Sandstein-Bildstock wurde laut Inschrift im Jahr 1685 von Jacob Pendl gestiftet. Er hat eine große quadratische Sockelplatte und einen stark gefasten vierseitigen Schaft, darauf eine gekehlte Kragenplatte und ein vierseitiges Tabernakel mit gekehlter Dachplatte und bekrönendem Steinkreuz, auf dem das Christusmonogramm IHS und ein Herz mit drei Schwertern eingraviert sind. Das Tabernakel hat allseitig flache Nischen, deren vordere die Stifterinschrift trägt. | BDA-Hist.: Q37818924 Status: § 2a Stand der BDA-Liste: 2025-06-30 Name: Bildstock GstNr.: 2616/1 |
| ja    | Datei hochladen | Bildstock HERIS-ID: 16552 Objekt-ID: 12817                                                  | Standort KG: Goggendorf                                        | Im Quaderaufsatz des aus dem Jahre 1707 stammenden schlanken Pfeilers befindet sich ein Kreuzigungsrelief. | BDA-Hist.: Q37818975 Status: § 2a Stand der BDA-Liste: 2025-06-30 Name: Bildstock GstNr.: 2951 |
| ja    | Datei hochladen | Figur hl. Johannes Nepomuk HERIS-ID: 16553 Objekt-ID: 12818                                 | Goggendorf 21, in der Nähe Standort KG: Goggendorf             | Die auf hohem Sockel errichtete Figur stammt aus dem 18. Jahrhundert. | BDA-Hist.: Q37818999 Status: § 2a Stand der BDA-Liste: 2025-06-30 Name: Figur hl. Johannes Nepomuk GstNr.: 2592/1                                                                                    |
| ja    | Datei hochladen | Bildstock HERIS-ID: 16554 Objekt-ID: 12819                                                  | Standort KG: Goggendorf                                        | Der barocke Pfeilerbildstock vor dem Friedhof stammt aus der 2. Hälfte des 17. Jahrhunderts. | BDA-Hist.: Q37819066 Status: § 2a Stand der BDA-Liste: 2025-06-30 Name: Bildstock GstNr.: 2953 |
| ja    | Datei hochladen | Bildstock HERIS-ID: 16557 Objekt-ID: 12822                                                  | Standort KG: Goggendorf                                        | Aus der Zeit um 1700 stammt der schlanke Pfeiler mit einem Kreuzigungsrelief im Quaderaufsatz. | BDA-Hist.: Q37819197 Status: § 2a Stand der BDA-Liste: 2025-06-30 Name: Bildstock GstNr.: 2594/1 |
| ja    | Datei hochladen | Ortskapelle HERIS-ID: 16538 Objekt-ID: 12803                                                | Kleinkirchberg 3, gegenüber Standort KG: Kleinkirchberg        | Der einfache neugotische Bau stammt aus dem Jahre 1902 und ist dem hl. Antonius von Padua geweiht. | BDA-Hist.: Q26761648 Status: § 2a Stand der BDA-Liste: 2025-06-30 Name: Ortskapelle GstNr.: 608/2 Ortskapelle Kleinkirchberg                                                                         |
| ja    | Datei hochladen | Figurengruppe HERIS-ID: 16539 Objekt-ID: 12804                                              | Standort KG: Kleinkirchberg                                    | Monumentale auf hohem Sockel errichtete Statuengruppe der Dreifaltigkeit, vermutlich aus dem Jahre 1780. Die Figurengruppe wird von den beiden Heiligen Rochus und Sebastian flankiert. | BDA-Hist.: Q37818219 Status: § 2a Stand der BDA-Liste: 2025-06-30 Name: Figurengruppe GstNr.: 713 |
| ja    | Datei hochladen | Figurenbildstock HERIS-ID: 16540 Objekt-ID: 12805                                           | Standort KG: Kleinkirchberg                                    | Das im Jahre 1661 geschaffene Würfelkapitell wird von einem Achteckpfeiler getragen. Darauf wurde im Jahre 1799 eine Engelsfigur mit den Leidenswerkzeugen Christi aufgesetzt. Auf dem Kapitell findet sich das Zunftzeichen bzw. Wappen der Fleischer (Stifter des Bildstockes). | BDA-Hist.: Q37818308 Status: § 2a Stand der BDA-Liste: 2025-06-30 Name: Figurenbildstock GstNr.: 618                                                                                                 |
| ja    | Datei hochladen | Bildstock HERIS-ID: 13726 Objekt-ID: 9934                                                   | Standort KG: Kleinkirchberg                                    | Pfeilerbildstock aus dem 17. Jahrhundert. Oberhalb einer Inschriftenkartusche befindet sich ein Nischenaufsatz, der von einer kugelbekrönten Überdachung abgeschlossen ist. | BDA-Hist.: Q38184721 Status: § 2a Stand der BDA-Liste: 2025-06-30 Name: Bildstock GstNr.: 280/3 |
| ja    | Datei hochladen | katholische Pfarrkirche heiliger Leopold HERIS-ID: 16532 Objekt-ID: 12797                   | Niederschleinz 66, gegenüber Standort KG: Niederschleinz       | Die Kirche mit dreijochigem Langhaus und zweijochigem Polygonalchor wurde um 1533 erbaut. | BDA-Hist.: Q14912738 Status: § 2a Stand der BDA-Liste: 2025-06-30 Name: katholische Pfarrkirche heiliger Leopold GstNr.: 1 Pfarrkirche Niederschleinz                                                |
| ja    | Datei hochladen | Kreisgrabenanlage Pranhartsberg I HERIS-ID: 30074 Objekt-ID: 26801                          | Breiten Standort KG: Pranhartsberg                             | Zweifache Kreisgrabenanlage, Durchmesser: 54 m / 80 m, magnetische Prospektion erfolgte im Jahre 1999. | BDA-Hist.: Q37930253 Status: Bescheid Stand der BDA-Liste: 2025-06-30 Name: Kreisgrabenanlage Pranhartsberg I GstNr.: 556, 557                                                                       |
| ja    | Datei hochladen | Kreisgrabenanlage Pranhartsberg II HERIS-ID: 30075 Objekt-ID: 26802                         | Pranhartsberg 32, südlich Standort KG: Pranhartsberg           | Zweifache Kreisgrabenanlage, Durchmesser: 82 m / 105 m, magnetische Prospektion erfolgte im Jahre 1998. | BDA-Hist.: Q37930264 Status: Bescheid Stand der BDA-Liste: 2025-06-30 Name: Kreisgrabenanlage Pranhartsberg II GstNr.: 210, 212/1, 211                                                               |
| ja    | Datei hochladen | Ortskapelle HERIS-ID: 16601 Objekt-ID: 12866                                                | Pranhartsberg 33, neben Standort KG: Pranhartsberg             | An Stelle einer aus Holz gefertigten Kapelle wurde im Jahre 1881 der schlichte nach Süden ausgerichtete Saalbau mit Polygonschluss und nördlich vorgestelltem Turm errichtet. | BDA-Hist.: Q26771904 Status: § 2a Stand der BDA-Liste: 2025-06-30 Name: Ortskapelle GstNr.: 1 Ortskapelle Pranhartsberg                                                                              |
| ja    | Datei hochladen | Figurenbildstock Maria Immaculata HERIS-ID: 25113 Objekt-ID: 21529                          | Standort KG: Pranhartsberg                                     | Das Schmidkreuz (ehemals Fischerkreuz) aus dem Jahre 1746 mit der Marienfigur wurde im Zuge der Kommassierung im Jahre 1961 von seinem ursprünglichen an den heutigen Standort versetzt. | BDA-Hist.: Q37890297 Status: § 2a Stand der BDA-Liste: 2025-06-30 Name: Figurenbildstock Maria Immaculata GstNr.: 114                                                                                |
| ja    | Datei hochladen | Figurenbildstock Gnadenstuhl HERIS-ID: 25114 Objekt-ID: 21530                               | Pranhartsberg 33, neben Standort KG: Pranhartsberg             | Neben der Ortskapelle steht der aus zwei aus verschiedenen Epochen stammenden Teilen bestehende Pfeilerbildstock. Aus der Zeit um 1500 stammt der achteckige spätgotische Pfeiler, das Aufsatzrelief mit dem Gnadenstuhl über den Armen Seelen im Fegefeuer wurde im Jahre 1801 aufgesetzt. | BDA-Hist.: Q37890337 Status: § 2a Stand der BDA-Liste: 2025-06-30 Name: Figurenbildstock Gnadenstuhl GstNr.: 1                                                                                       |
| ja    | Datei hochladen | Bildstock HERIS-ID: 16564 Objekt-ID: 12829                                                  | Standort KG: Pranhartsberg                                     | Das Wolfskreuz wurde im Jahre 1691 errichtet. Im Quaderaufsatz des Pfeilers, der von einem Steinkreuz abgeschlossen wird, finden sich ein Relief der hl. Maria, ein Kreuzigungsrelief sowie Inschriften aus den Jahren 1691, 1711 und 1766. | BDA-Hist.: Q37819564 Status: § 2a Stand der BDA-Liste: 2025-06-30 Name: Bildstock GstNr.: 3061 |
| ja    | Datei hochladen | Fundzone Sandberg bei Roseldorf HERIS-ID: 16596 Objekt-ID: 12861                            | Bodenfeld Standort KG: Roseldorf                               | Die Fundzone Sandberg (auch Fürstensitz-Keltenstadt Sandberg) war die größte derzeit bekannte keltische Zentralsiedlung Österreichs. Die stadtähnliche Keltensiedlung aus dem 2. Jahrhundert v. Chr. hatte eine Ausdehnung von mindestens 25 ha. Älteste Münzprägestätte auf dem Gebiet des heutigen Österreichs (1500 gefundene Münzen), Fund einer Tüpfelplatte. | BDA-Hist.: Q2166840 Status: Bescheid Stand der BDA-Liste: 2025-06-30 Name: Fundzone Sandberg bei Roseldorf GstNr.: 1486, 1487, 1484, 1488, 1493, 1495, 1485, 1494/3 Fürstensitz-Keltenstadt Sandberg |
| ja    | Datei hochladen | Pfarrhof HERIS-ID: 5944 Objekt-ID: 1818                                                     | Roseldorf 78 Standort KG: Roseldorf                            | Zweigeschoßiger Bau mit spätbarocker Fassade aus dem 16. bzw. 17. Jahrhundert | BDA-Hist.: Q37865350 Status: § 2a Stand der BDA-Liste: 2025-06-30 Name: Pfarrhof GstNr.: 114 |
| ja    | Datei hochladen | Kath. Pfarrkirche Mariä Geburt HERIS-ID: 50491seit 2022                                     | bei Roseldorf 128 Standort KG: Roseldorf                       | Die Pfarrkirche Mariä Geburt in Roseldorf wurde 1677 unter Beibehaltung des Turms der Vorgängerkirche erbaut. Der viergeschoßige Turm verfügt über Kordonbänder und einen Spitzhelm. Mitte der 1960er Jahre wurde das Langhaus mit steil aufragendem Walmdach und großen Dachgauben nach Plänen von Erwin Plevan neu errichtet, wobei das kreuzgratgewölbte Chorjoch, der halbrunde Triumphbogen und einige kleinere Teile von 1677 erhalten wurden.                                      | BDA-Hist.: Q14541260 Status: Bescheid Stand der BDA-Liste: 2025-06-30 Name: Kath. Pfarrkirche Mariä Geburt GstNr.: 1 Pfarrkirche Roseldorf                                                           |
| ja    | Datei hochladen | Figurenbildstock Gnadenstuhl HERIS-ID: 16589 Objekt-ID: 12854                               | Standort KG: Roseldorf                                         | Aus der 1. Hälfte des 18. Jahrhunderts stammt der auf toskanischer Säule ruhende Gnadenstuhl. | BDA-Hist.: Q37820828 Status: § 2a Stand der BDA-Liste: 2025-06-30 Name: Figurenbildstock Gnadenstuhl GstNr.: 1562                                                                                    |
| ja    | Datei hochladen | Figurenbildstock HERIS-ID: 16590 Objekt-ID: 12855                                           | Standort KG: Roseldorf                                         | Auf einem mit Girlanden verzierten Sockel steht die Statue Madonna Bavaria aus dem Jahre 1714. | BDA-Hist.: Q37820838 Status: § 2a Stand der BDA-Liste: 2025-06-30 Name: Figurenbildstock GstNr.: 1967                                                                                                |
| ja    | Datei hochladen | Bildstock, Galgenkreuz HERIS-ID: 16591 Objekt-ID: 12856                                     | Standort KG: Roseldorf                                         | Der verwitterte Pfeiler mit einem Kreuzigungsrelief im Quaderaufsatz wurde um 1700 errichtet. | BDA-Hist.: Q37820864 Status: § 2a Stand der BDA-Liste: 2025-06-30 Name: Bildstock, Galgenkreuz GstNr.: 1520                                                                                          |
| ja    | Datei hochladen | Figurenbildstock, Weinbeerkreuz HERIS-ID: 16597 Objekt-ID: 12862                            | Standort KG: Roseldorf                                         | Aus dem Jahre 1765 stammt die auf einer Rebensäule stehende Statue Maria Immaculata. | BDA-Hist.: Q37821070 Status: § 2a Stand der BDA-Liste: 2025-06-30 Name: Figurenbildstock, Weinbeerkreuz GstNr.: 679                                                                                  |
| ja    | Datei hochladen | Figur heiliger Johannes Nepomuk HERIS-ID: 16598 Objekt-ID: 12863                            | Standort KG: Roseldorf                                         | Auf dem Sockel des aus dem Jahre 1745 stammenden Bildstock befinden sich Szenen aus dem Leben des Heiligen. | BDA-Hist.: Q37821091 Status: § 2a Stand der BDA-Liste: 2025-06-30 Name: Figur heiliger Johannes Nepomuk GstNr.: 39/1                                                                                 |
| ja    | Datei hochladen | Bildstock HERIS-ID: 16599 Objekt-ID: 12864                                                  | Standort KG: Roseldorf                                         | Pfeilerbildstock mit Quaderaufsatz und abschließendem Steinkreuz. Relief der Kreuzigung im Quaderaufsatz. | BDA-Hist.: Q37821163 Status: § 2a Stand der BDA-Liste: 2025-06-30 Name: Bildstock GstNr.: 656 |
| ja    | Datei hochladen | Figurenbildstock Gnadenstuhl HERIS-ID: 5945 Objekt-ID: 1819                                 | Standort KG: Roseldorf                                         | Bildstock Gnadenstuhl nördlich des Ortes an der L49 (Straße nach Röschitz) | BDA-Hist.: Q37865469 Status: § 2a Stand der BDA-Liste: 2025-06-30 Name: Figurenbildstock Gnadenstuhl GstNr.: 481/1                                                                                   |
| ja    | Datei hochladen | ehemaliger herrschaftlicher Wirtschaftsbau HERIS-ID: 16570 Objekt-ID: 12835                 | Am Berg 1 Standort KG: Sitzendorf                              | Portal des ehemaligen herrschaftlichen Wirtschaftsbaus. | BDA-Hist.: Q37819965 Status: Bescheid Stand der BDA-Liste: 2025-06-30 Name: ehemaliger herrschaftlicher Wirtschaftsbau GstNr.: 260/1                                                                 |
| ja    | Datei hochladen | ehemaliger protestantischer Pfarrhof HERIS-ID: 16581 Objekt-ID: 12846                       | Am Patergraben 2 Standort KG: Sitzendorf                       | Siebenachsige Zwerchhofanlage am Beginn des Patergrabens. An der Fassade der Straßenfront eine im Jahre 1986 aus dem Hof des Hauses übertragene Inschriftentafel mit dem Wappen des Bauherrn aus dem Jahre 1562 sowie ein Wappenrelief aus dem letzten Drittel des 16. Jahrhunderts. | BDA-Hist.: Q37820584 Status: Bescheid Stand der BDA-Liste: 2025-06-30 Name: ehemaliger protestantischer Pfarrhof GstNr.: 172/2                                                                       |
| ja    | Datei hochladen | Bildstock HERIS-ID: 16562 Objekt-ID: 12827                                                  | südöstlich Am Patergraben 15 Standort KG: Sitzendorf           | Das Gedenkkreuz für Johann Auermalert mit Quaderaufsatz und abschließendem Steinkreuz wurde im Jahre 1703 errichtet. | BDA-Hist.: Q37819365 Status: § 2a Stand der BDA-Liste: 2025-06-30 Name: Bildstock GstNr.: 2523/3 |
| ja    | Datei hochladen | Villa Wieninger HERIS-ID: 16582 Objekt-ID: 12847                                            | Hauptplatz 10 Standort KG: Sitzendorf                          | Jugendstilvilla mit Eckturm und Dekor der Wiener Werkstätte an der Südostecke des Hauptplatzes. Errichtet im Jahre 1912 nach Plänen eines Luzerner Architekten. | BDA-Hist.: Q37820612 Status: Bescheid Stand der BDA-Liste: 2025-06-30 Name: Villa Wieninger GstNr.: 202/2                                                                                            |
| ja    | Datei hochladen | Pfarrhof samt Einfriedungsmauer mit Pfeilerportal HERIS-ID: 5946seit 2024                   | Hauptplatz 11 Standort KG: Sitzendorf                          | | BDA-Hist.: Q126122340 Status: Bescheid Stand der BDA-Liste: 2025-06-30 Name: Pfarrhof samt Einfriedungsmauer mit Pfeilerportal GstNr.: 170, 171                                                      |
| ja    | Datei hochladen | ehemaliges Waisen- und Krankenhaus HERIS-ID: 16571 Objekt-ID: 12836                         | Hauptplatz 13 Standort KG: Sitzendorf                          | Zweigeschoßiger gotischer Profanbau aus den 1. Viertel des 15. Jahrhunderts mit massivem, mit gotischem Dekor versehenen Erker. | BDA-Hist.: Q37820033 Status: Bescheid Stand der BDA-Liste: 2025-06-30 Name: ehemaliges Waisen- und Krankenhaus GstNr.: 154                                                                           |
| ja    | Datei hochladen | Kaiser-Franz-Joseph-Büste HERIS-ID: 5947 Objekt-ID: 1821                                    | vor Jubiläumsplatz 6 Standort KG: Sitzendorf                   | Denkmal mit der Büste von Kaiser Franz Joseph I. errichtet im Jahre 1898 anlässlich des 50-jährigen Regierungsjubiläums. | BDA-Hist.: Q37865646 Status: § 2a Stand der BDA-Liste: 2025-06-30 Name: Kaiser Franz Josef-Büste GstNr.: 2489/1                                                                                      |
| ja    | Datei hochladen | ehemaliger Schüttkasten HERIS-ID: 16569 Objekt-ID: 12834                                    | Lerchenfelder Straße 36 Standort KG: Sitzendorf                | Über dem Portal des im Jahre 1788 erbauten Schüttkastens befindet sich das Wappen der Dietrichstein. Im Erdgeschoß Gewölbe zwischen Gurtbögen. | BDA-Hist.: Q37819854 Status: Bescheid Stand der BDA-Liste: 2025-06-30 Name: ehemaliger Schüttkasten GstNr.: 339/8                                                                                    |
| ja    | Datei hochladen | Bildstock HERIS-ID: 5950 Objekt-ID: 1824                                                    | Standort KG: Sitzendorf                                        | Eine toskanische Säule aus dem 17. Jahrhundert mit Quaderaufsatz und abschließendem Steinkreuz auf dem Galgenberg zeigt am Aufsatz Reliefs Kreuzigung, Heiliger. | BDA-Hist.: Q37865828 Status: § 2a Stand der BDA-Liste: 2025-06-30 Name: Bildstock GstNr.: 3137 |
| ja    | Datei hochladen | Bildstock HERIS-ID: 16572 Objekt-ID: 12837                                                  | Standort KG: Sitzendorf                                        | Im Jahre 1633 wurde der renaissancezeitliche Tabernakelpfeiler mit Quaderaufsatz und abschließendem Steinkreuz vor dem Friedhof errichtet. | BDA-Hist.: Q37820054 Status: § 2a Stand der BDA-Liste: 2025-06-30 Name: Bildstock GstNr.: 633/2 |
| ja    | Datei hochladen | Bildstock HERIS-ID: 16574 Objekt-ID: 12839                                                  | Standort KG: Sitzendorf                                        | Der um 1700 errichtete schlanke Pfeiler mir Quaderaufsatz und abschließendem Steinkreuz trägt Reliefs Gnadenstuhl, Kreuztragung sowie hl. Donatus. | BDA-Hist.: Q37820122 Status: § 2a Stand der BDA-Liste: 2025-06-30 Name: Bildstock GstNr.: 2505/4 |
| ja    | Datei hochladen | Bildstock HERIS-ID: 16575 Objekt-ID: 12840                                                  | Standort KG: Sitzendorf                                        | Der um 1700 an der L35 (Straße nach Sitzenhart) errichtete Pfeilerbildstock mit Quaderaufsatz und abschließendem Steinkreuz zeigt im Aufsatz die Reliefs Maria und Josef sowie die Kreuzigung. | BDA-Hist.: Q37820190 Status: § 2a Stand der BDA-Liste: 2025-06-30 Name: Bildstock GstNr.: 3075 |
| ja    | Datei hochladen | Figur heiliger Florian HERIS-ID: 16576 Objekt-ID: 12841                                     | Standort KG: Sitzendorf                                        | Die an der L49 (Straße nach Goggendorf) befindliche Statue aus dem Jahr 1737 steht auf einem hohen Sockel und ist von einer Brüstung aus Stein mit übergeworfener Draperie umgeben. | BDA-Hist.: Q37820205 Status: § 2a Stand der BDA-Liste: 2025-06-30 Name: Figur heiliger Florian GstNr.: 2774                                                                                          |
| ja    | Datei hochladen | Figur heiliger Johannes Nepomuk HERIS-ID: 16577 Objekt-ID: 12842                            | Am Tabor 6, gegenüber Standort KG: Sitzendorf                  | Auf einem hohen mit Relief versehenen Sockel steht die im Jahre 1710 errichtete Figur. Der Bildstock befand sich ursprünglich auf dem Hauptplatz und wurde im Jahre 1910 im Zuge der Errichtung des Kriegerdenkmals an den heutigen Standort versetzt. | BDA-Hist.: Q37820274 Status: § 2a Stand der BDA-Liste: 2025-06-30 Name: Figur heiliger Johannes Nepomuk GstNr.: 2490/17                                                                              |
| ja    | Datei hochladen | katholische Pfarrkirche heiliger Martin HERIS-ID: 16578 Objekt-ID: 12843                    | Hauptplatz 2, neben Standort KG: Sitzendorf                    | Dreischiffige romanisch/gotische Staffelhalle mit spätbarocker Kapelle an der Nordseite und Polygonalchor im Osten, der von Kapellen flankiert wird. Barocke Veränderungen im 18. Jahrhundert. | BDA-Hist.: Q2082977 Status: § 2a Stand der BDA-Liste: 2025-06-30 Name: katholische Pfarrkirche heiliger Martin GstNr.: 256 Pfarrkirche Sitzendorf                                                    |
| ja    | Datei hochladen | Friedhofskreuz HERIS-ID: 16580 Objekt-ID: 12845                                             | Am Friedhofweg 1, südlich Standort KG: Sitzendorf              | Das laut Inschriftenfragment vermutlich aus dem Jahre 1787 stammende Kruzifix steht auf einem reich verzierten Sockel mit einem Relief Fegefeuer und einer Inschriftkartusche. | BDA-Hist.: Q37820463 Status: § 2a Stand der BDA-Liste: 2025-06-30 Name: Friedhofskreuz GstNr.: 633/2                                                                                                 |
| ja    | Datei hochladen | Bildstock HERIS-ID: 16585 Objekt-ID: 12850                                                  | Standort KG: Sitzenhart                                        | Schlanker, gefaster Pfeiler mit Quaderaufsatz und abschließendem Steinkreuz. Im Aufsatz findet sich ein Kreuzigungsrelief und die Stiftungsinschrift. Das Pelzerkreuz wurde im Jahre 1704 errichtet. | BDA-Hist.: Q37820710 Status: § 2a Stand der BDA-Liste: 2025-06-30 Name: Bildstock GstNr.: 662 |
| ja    | Datei hochladen | Ortskapelle HERIS-ID: 16584 Objekt-ID: 12849                                                | Sitzenhart 1, neben Standort KG: Sitzenhart                    | Barocke Dreifaltigkeitskapelle mit nördlich vorgestelltem Turm und stark eingezogener halbrunder Apsis. Erbaut um 1800. | BDA-Hist.: Q26434764 Status: § 2a Stand der BDA-Liste: 2025-06-30 Name: Ortskapelle GstNr.: 46 Ortskapelle Sitzenhart                                                                                |